# DSB

DSB:s logotyp.

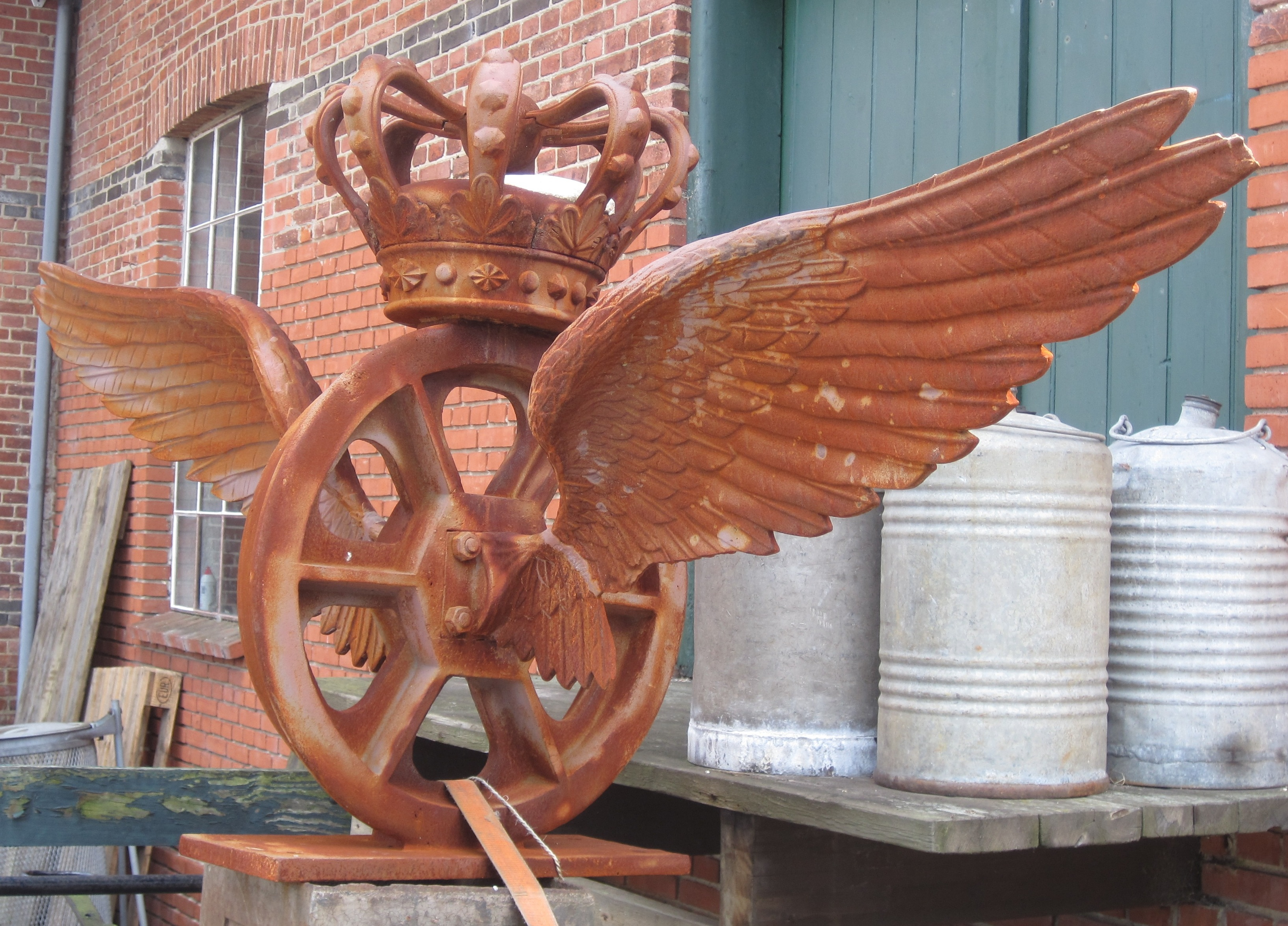
DSB:s emblem i äldre utformning. Från museijärnvägsstationen i Græsted.

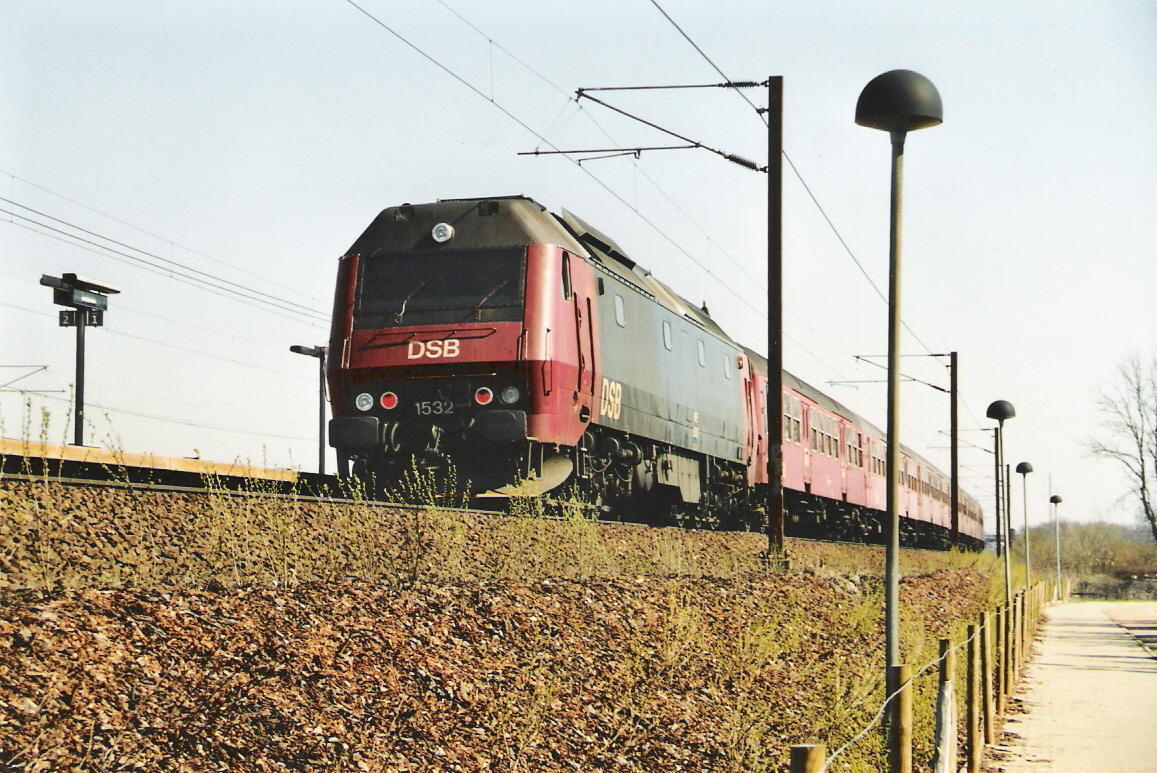
DSB Me 1532 öster om Roskilde.

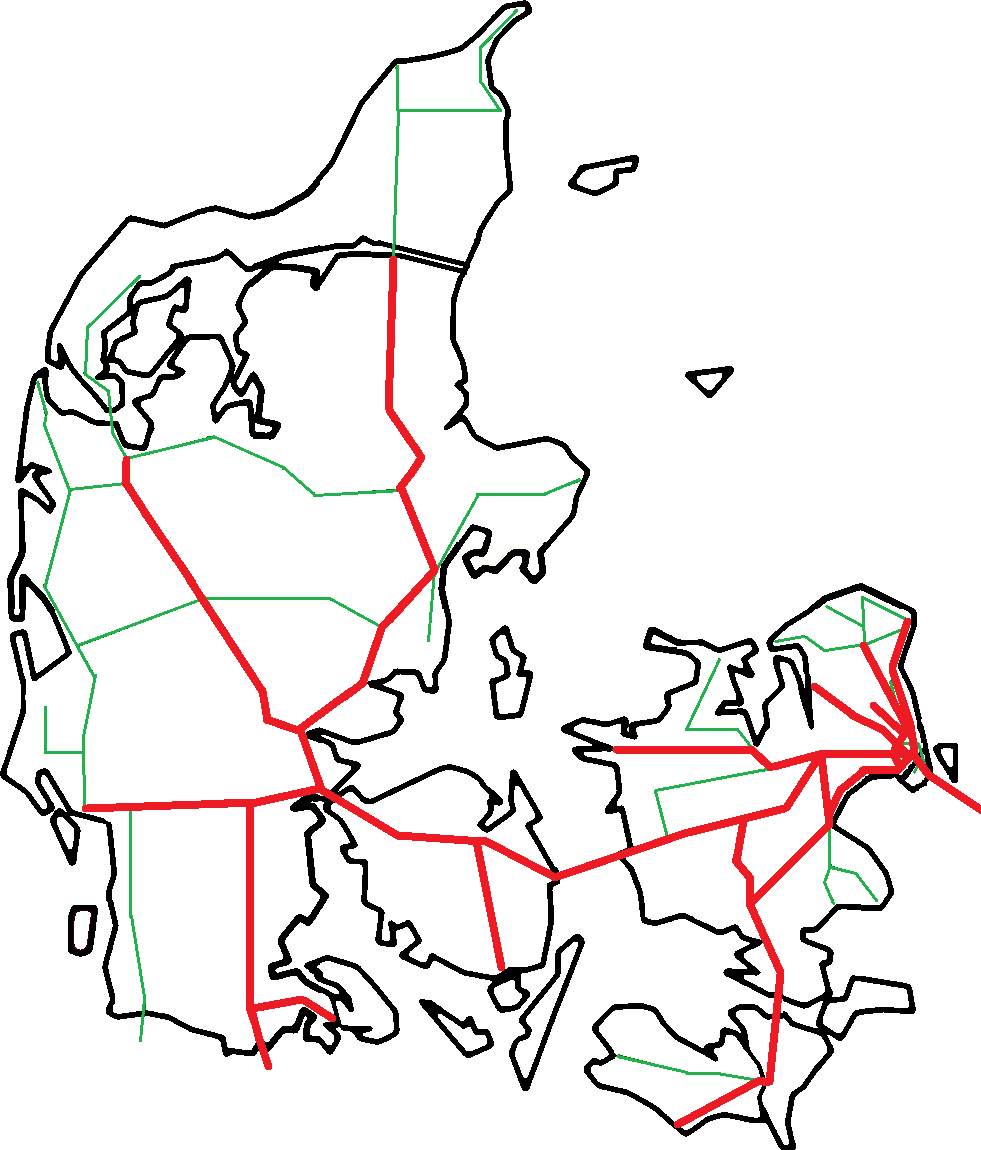
Danska järnvägar där DSB kör (rödmarkerade linjer).

DSB är ett danskt järnvägsföretag som kör persontrafik i Danmark. Bolaget är en "selvstændig offentlig virksomhed" (en bolagsform som saknar svensk motsvarighet, men liknar affärsverk) ägd av danska staten genom Transportministeriet. Namnet DSB kommer från Danske Statsbaner som var en järnvägsförvaltning som ägde och drev det danska järnvägsnätet. Den tidigare godsdelen såldes till Railion 2001. Tillsynen över järnvägsverksamhet i Danmark sköts numera av Trafikstyrelsen och banunderhållet av Banedanmark.

## Historik
År 1844 öppnade sträckan Altona–Kiel i Holstein som då var under den danska kronan. År 1847 öppnade sträckan Köpenhamn–Roskilde. År 1885 följde bildandet av DSB som steg för steg kom att ta över järnvägen. Danmarks geografi innebar problem då endast sträckorna på Jylland kom att vara ansluta till det europeiska järnvägsnätet. År 1872 följde så den första järnvägsfärjan mellan Fredericia och Strib över Lilla Bält. Färjetrafiken utvidgades med trafik över Stora Bält och Öresund. En färja kom även till mellan Gedser och Warnemünde. DSB byggde upp en omfattande rederiverksamhet, men varken DSB eller dess dotterbolag kör idag färjor.
År 1935 invigdes Lilla Bältbron av kung Kristian X av Danmark och samtidigt började snabbtåg, så kallade Lyntog ("blixttåg"), att trafikera, vilket minskade restiderna. År 1938 följde Storströmsbron mellan Själland och Falster. Elektrifieringen av järnvägsnätet påbörjades sent (delvis motiverat med att elproduktionen i Danmark mest gått på kol och olja) och så sent som 1980 var endast pendeltågen (S-tågen) i Köpenhamn elektrifierade.
År 1972 firades 125 år av järnväg i Danmark och DSB introducerade då ny formgivning som inspirerats av British Railways och Canadian National Railway. År 1990 introducerades IC3-tågen.

## Verksamhet
DSB kör större delen av persontrafiken på järnväg i Danmark. DSB har monopol på huvudlinjerna, och kör även Köpenhamns lokaltåg (S-tog). Undantaget är vissa lokala banor, där kommuner gått samman för att bilda mindre tågbolag, vissa regionaltåg på Jylland som körs av GoCollective, Köpenhamns metro samt Skånetrafikens Öresundståg till Köpenhamn Österport. DSB trafikerade även egna intercitytåg Köpenhamn−Ystad där anslutning till Bornholmsfärjan finns, men dessa direkttåg har upphört efter 9 december 2017.
DSB kör sträckan Köpenhamn-Hamburg i samarbete med tyska Deutsche Bahn.

## DSB i Sverige
DSB har ett svenskt dotterbolag, DSB Sverige AB, men har inte längre någon trafik i Sverige. Från juni 2011 till augusti 2017 körde DSB Upptåget via dotterbolaget DSB Uppland, bolaget såldes 2017 till Transdev.
Tillsammans med Tågkompaniet samägde DSB operatören Roslagståg AB i Stockholms län för drift av trafiken på Roslagsbanan mellan 7 januari 2003 och 6 januari 2013 då Arriva tog över trafiken.
Mellan 2010 och 2014 körde DSB Krösatågen via dotterbolaget DSB Småland. DSB valde att säga upp avtalet i förtid efter långvariga ekonomiska problem, varpå Veolia, nuvarande Transdev, tog över trafiken.
DSB drev tidigare tillsammans med skotska First Group det gemensamma bolaget DSBFirst (där DSB var majoritetsägare) som körde Öresundståg mellan januari 2009 och december 2011 samt Västtågen och Västtrafiks pendeltåg mellan 2010 och 2012 genom bolaget namnet DSBFirst Väst AB. Efter stora ekonomiska problem som kulminerade i konkurshot överfördes Öresundstågstrafiken till Veolia, nuvarande Transdev, vid tidtabellsskiftet i december 2011 och sedan First Group dragit sig ur samarbetet drevs trafiken i Västsverige helt av DSB genom bolaget DSB Väst AB, dotterbolag till DSB Sverige AB. Under våren 2012 meddelade DSB att man ville lämna Västtågen och man körde sin sista trafikdag den sista april. Ny operatör för Västtågen blev istället SJ Götalandståg från den första maj 2012.

## Ekonomi
År 2009 hade DSB en omsättning på 9876 miljoner DKK, mest tjänade man på Öresundstågstrafiken samt Intercity-tågen mot Jylland, som upplever ett snabbt ökande[när?] passagerarantal. Omsättningen minskade dock i samband med att DSB First, dotterbolaget som DSB har en ägarandel på 70 % på, plågades av stora skulder till den danska statliga järnvägssektorn.